# Lovčovice
Lovčovice (in tedesco Lospitz) è un comune della Repubblica Ceca facente parte del distretto di Třebíč, nella regione di Vysočina.